# Ministerio de Justicia (Unión Soviética)
El Ministerio de Justicia de la Unión Soviética (abreviado como MJ, en ruso: Министерство юстиции СССР) fue un ministerio estatal de la Unión Soviética. fundado el 15 de marzo de 1946 como una de las oficinas gubernamentales más importantes en la Unión Soviética. En 1946, reemplazó al Comisariado del Pueblo para la Justicia (en ruso: Народный комиссариат юстиции o, de forma abreviada, Narkomiust), el cual fue creado el 6 de julio de 1923, tras la firma del Tratado de Creación de la URSS, sobre la base del comisario popular para la Justicia de la República Socialista Federativa Soviética de Rusia, formada en 1917. El Ministerio era dirigido por el ministro de Justicia, quien era nominado por el presidente del Consejo de Ministros y confirmado por el del Sóviet Supremo. 
El ministro era miembro del Consejo de Ministros y estaba encargado de los tribunales las prisiones y la libertad condicional. Otras funciones incluyeron la política de justicia penal, la política de sentencias y la prevención de la reincidencia en toda la Unión Soviética. El Ministerio se organizaba en dos niveles: toda la Unión y departamentos de la Unión. Los funcionarios en el nivel de toda la Unión fueron divididos en organizaciones separadas en el nivel republicano, de óblast autónomo y provincial. La dirección del Ministerio de Justicia procedía de organizaciones de derecho soviéticas notables de todo el país.

## Deberes y responsabilidades
Según un decreto de 1972, el Ministerio de Justicia elaboraba las propuestas para la codificación jurídica y llevaba a cabo la gestión metodológica del trabajo legal en la economía nacional. El Ministerio dirigía y coordinaba el trabajo de los organismos estatales y organizaciones públicas para promover el conocimiento legal y clarificar las leyes entre la población, así como la gestión general del registro civil, la profesión y el estado legal. De acuerdo con este decreto, el Ministerio respondía al Partido, al Estado y al pueblo. El principal objetivo del Ministerio era fortalecer el derecho socialista y el imperio de la ley al interior de las instituciones judiciales soviéticas.

## Lista de ministros
Las siguientes personas dirigieron el Ministerio de Justicia a lo largo de los años:
| N.º | Ministro | Ministro             | Partido | Partido           | Periodo                                        | Gabinete                               |
| --- | -------- | -------------------- | ------- | ----------------- | ---------------------------------------------- | -------------------------------------- |
| 1   |          | Nikolái Rychkov      |         | Partido Comunista | 15 de marzo de 1946 - 5 de febrero de 1948     | Stalin II                              |
| 2   |          | Konstantín Gorshenin |         | Partido Comunista | 5 de febrero de 1948 - 31 de mayo de 1956      | Stalin II–III Malenkov I–II Bulganin I |
| 3   |          | Vladímir Terebílov   |         | Partido Comunista | 9 de enero de 1970 - 11 de abril de 1984       | Kosyguin III–IV–V Tíjonov I            |
| 4   |          | Borís Kravtsov       |         | Partido Comunista | 11 de abril de 1984 - 17 de julio de 1989      | Tíjonov II Ryzhkov I                   |
| 5   |          | Veniamín Yákovlev    |         | Partido Comunista | 17 de julio de 1989 - 11 de diciembre de 1990  | Ryzhkov II                             |
| 6   |          | Serguéi Lúschikov    |         | Partido Comunista | 11 de diciembre de 1990 - 24 de agosto de 1991 | Ryzhkov II Pávlov I                    |